# Scotinotylus allocotus
Scotinotylus allocotus là một loài nhện trong họ Linyphiidae.
Loài này thuộc chi Scotinotylus. Scotinotylus allocotus được miêu tả năm 1989 bởi Crawford & Edwards.